# Papyrocranus afer
Papyrocranus afer är en fiskart som först beskrevs av Günther, 1868.  Papyrocranus afer ingår i släktet Papyrocranus och familjen Notopteridae. IUCN kategoriserar arten globalt som livskraftig. Inga underarter finns listade i Catalogue of Life.